# Nazi Megastructures
Nazi Megastructures est une série documentaire télévisée qui est diffusée sur la chaîne National Geographic. La série est également diffusée sous le titre Nazi Mega Weapons par PBS.

## Épisodes[1]

### Saison 1 (2014)
| # | Titre                  | Sujets |
| - | ---------------------- | ------ |
| 1 | Le Mur de l'Atlantique |        |
| 2 | Les Abris sous-marins  |        |
| 3 | L'Arme de représailles |        |
| 4 | Tank XXL               |        |
| 5 | L'Hirondelle           |        |
| 6 | Un bunker dans Berlin  |        |

### Saison 2
| # | Titre                        | Sujets |
| - | ---------------------------- | ------ |
| 1 | La Tanière du loup           |        |
| 2 | Détruire les vaisseaux       |        |
| 3 | La SS d'Himmler              |        |
| 4 | L'Arme de vengeance d'Hitler |        |
| 5 | Actions kamikazes            |        |
| 6 | La Ligne Siegfried           |        |

### Saison 3
| # | Titre                                | Sujets |
| - | ------------------------------------ | ------ |
| 1 | Le Nid d'aigle                       |        |
| 2 | La Méga-forteresse d'Hitler          |        |
| 3 | Le Secret du Blitzkrieg              |        |
| 4 | Le Super sous-marin d'Hitler         |        |
| 5 | Le Yamato, navire de guerre japonais |        |
| 6 | La Guerre dans le Pacifique          |        |

### Saison 4
| # | Titre                                | Sujets |
| - | ------------------------------------ | --- |
| 1 | Les trains de guerre d'Hitler        | |
| 2 | La forteresse italienne d'Hitler     | Du mont Cassin à San Pietro, en passant par Rome, cet épisode nous raconte l’histoire incroyable des structures défensives les plus résistantes conçues par les nazis. Les Alliés pensent, à tort, que l’approche par le sud leur permettra de faire tomber rapidement les nazis. Or Hitler est déterminé à défendre son territoire dans ses moindres retranchements. C’est pourquoi il met en place des lignes défensives dans toute la péninsule italienne, bloquant ainsi les Alliés aux portes du IIIe Reich pendant presque deux ans.                                                                                        |
| 3 | La Luftwaffe hitlérienne             | La Luftwaffe, force aérienne allemande à l’ampleur inédite, est rapidement créée à partir de rien par Hitler afin de détruire l’ennemi depuis le ciel. De l’usine où sont produits les redoutables bombardiers Heinkel HE111, aux ruines du lieu très secret dans lequel sont testées les torpilles top secrètes de la Luftwaffe, en mer Baltique, en passant par le bombardier le plus sophistiqué de la Seconde Guerre mondiale, les mégastructures nazis nous révèlent la guerre aérienne menée par Hitler. |
| 4 | La machine de propagande hitlérienne | Pendant la très brutale bataille de Berlin en 1945, 100 000 civils allemands se battent à mort, tandis que 6 000 se suicident. Comment les nazis parviennent-ils à convaincre des civils ordinaires de combattre l’ennemi alors même que la défaite est inévitable ? Leur secret : la propagande, menée par le Dr Josef Goebbels, véritable génie lorsqu’il s’agit de manipuler les esprits. Cet épisode nous révèle la machine de propagande nazie telle qu’elle est mise en évidence par les preuves historiques, témoins de cet outil à la fois sinistre et brillant, qui aura permis de laver le cerveau de toute une nation. |
| 5 | La Forteresse arctique d'Hitler      | Il s’agit de l’une des opérations les plus audacieuses de la Seconde Guerre mondiale : l’occupation et la fortification nazie en Norvège. Pour prévenir une invasion alliée, Hitler exige que les 2 400 kilomètres de côtes norvégiennes soient protégées par des défenses époustouflantes, défenses qui comprennent des batteries parmi les plus impressionnantes de cette guerre. Front arctique depuis lequel les nazis peuvent attaquer l’Union soviétique, la Norvège offre également à Hitler un terrain potentiel pour fabriquer la bombe atomique.                                                                        |

### Saison 5: Batailles américaines
| # | Titre                       | Sujets |
| - | --------------------------- | --- |
| 1 | Guerriers japonais          | Juin 1944. Les Japonais battent en retraite au cœur du Pacifique. Ils se retrouvent alors confrontés à une bataille décisive sur l’île de Saipan. S’ils échouent, le bombardier à long rayon d’action B-29, une nouvelle arme américaine fatale, sera à même d’atteindre le Japon pour la première fois de l’histoire. L’Empire reste toutefois persuadé qu’une arme puissante et unique en son genre remportera la bataille : une tradition ancestrale mêlant agression et sacrifice au combat. L’état d’esprit des guerriers japonais réussira-t-il à l’emporter ?                                        |
| 2 | L'Île de la mort japonaise  | Septembre 1944. Les Japonais ont essuyé des défaites désastreuses dans le Pacifique. S’ils souhaitent protéger leurs îles, perdre des hommes en tentant vainement de repousser l’ennemi sur la plage n’est plus une stratégie viable. Les Japonais bâtissent une énorme structure de défense sur l’ensemble de l’île de Peleliu, une zone de massacre inédite dans le Pacifique. S’ensuit alors l’une des batailles les plus violentes de la Seconde Guerre mondiale. Des Américains sont tués par milliers.                                                                                                |
| 3 | Forteresse japonaise        | La Seconde Guerre mondiale touche à sa fin au Japon. Alors que les États-Unis menacent d’envahir le pays, les Japonais en font une forteresse et mettent au point une nouvelle arme redoutable : les kamikazes. La capitulation n’étant pas envisageable, ils se préparent pour l’ultime confrontation sur le sol national et prévoient de mobiliser le pays tout entier. Les civils doivent se préparer au combat rapproché. |
| 4 | Pearl Harbor                | Attaque aérienne surprise menée par le Japon contre la US Navy à Hawaï, de l’idée audacieuse de l’amiral Yamamoto aux mois de préparation secrète – entre formation des pilotes, nouvelle conception des torpilles et ruses ingénieuses visant à duper les renseignements militaires américains. Tous ces préparatifs se concluent par le raid sur la puissante flotte américaine dans le Pacifique, le 7 décembre 1941, et par ses conséquences désastreuses. |
| 5 | L'ultime offensive d'Hitler | Dans une tentative de remporter la Seconde Guerre mondiale, Hitler joue sa dernière carte : une attaque surprise au cœur de l’hiver lancée contre les Ardennes, première ligne la moins défendue des Alliés. Avec les chars d’assaut Tiger I du 101e bataillon SS Panzer pour fer de lance, les Allemands tentent de diviser les forces alliées et de les anéantir. Leur avancée inexorable conduit aux pires crimes de guerre jamais commis contre les Américains. Si des milliers de soldats sont tués dans les deux camps, il s’agit de la bataille la plus meurtrière de la guerre pour les États-Unis. |
| 6 | Le D-Day                    | Printemps 1944. L’invasion par les Alliés de la forteresse hitlérienne qu’est devenue l’Europe devient inévitable. Sous la direction du célèbre maréchal Erwin Rommel, les Allemands lancent une vaste campagne visant à transformer les littoraux en zones de destruction. Ils ignorent cependant où et quand l’invasion aura lieu et, dans un ingénieux jeu du chat et de la souris, les Alliés laissent planer le doute jusqu’au 6 juin 1944, jour du fameux débarquement de Normandie. |

### Saison 6
| # | Titre                              | Sujets |
| - | ---------------------------------- | --- |
| 1 | La guerre aérienne d’Hitler        | La conquête des cieux menée par Hitler conduit le Reich à adopter une politique de « guerre totale ». Hommes, femmes et enfants se voient forcés de produire toujours plus d’avions et de munitions. En résulte l’un des systèmes de défense aérienne les plus efficaces au monde, qui manquera d’anéantir la puissante 8e Air Force des États-Unis. |
| 2 | Le plan d'invasion de l'Angleterre | Mai 1940 : la machine de guerre nazie atteint la Manche. Hitler projette de réduire en cendres la puissance aérienne ainsi que les troupes terrestres britanniques positionnées dans le sud de l’Angleterre. |
| 3 | L'île aux enfers                   | Dans le Pacifique, l’île de Guadalcanal attire les convoitises. Tandis que les troupes japonaises sont bien décidées à la prendre pour y établir leur base aérienne, les États-Unis ont également les yeux rivés sur l’île. Qui s’emparera de Guadalcanal dominera la région et pourra ainsi remporter la Seconde Guerre mondiale. Débute alors l’un des épisodes les plus sanglants et les plus violents du conflit planétaire. |
| 4 | La voie ferrée de la mort          | En 1942, le Japon s’empare de la Birmanie, aux riches ressources pétrolières, en vue de consolider son empire alors en pleine expansion. À la suite de l'anéantissement de son armée lors de la bataille de Midway, une nouvelle voie de ravitaillement apparaît nécessaire. Ainsi naît cette voie ferrée de 415 kilomètres, au cœur d’un environnement des plus hostiles, construite dans le sang et la sueur des 200 000 prisonniers de guerre alliés et ouvriers autochtones. La moitié d’entre eux mourront au cours des travaux ou dans les abominables camps voisins. |
| 5 | La guerre du désert d'Hitler       | Aidé de l’un des plus célèbres généraux de la Seconde Guerre mondiale, Erwin Rommel, Hitler défie les Alliés en Tunisie, en Libye et en Égypte lors d’une campagne sanglante qui déstabilise les Britanniques et rebat les cartes du conflit. |
| 6 | La forteresse méditerranéenne      | Des espions alliés placent de faux documents sur un cadavre, réalisant ainsi l’une des supercheries les plus audacieuses de la Seconde Guerre mondiale. L’opération Mincemeat vise à s’assurer que l’invasion alliée de la Sicile prend les nazis par surprise. Faute de renforts suffisants, les troupes allemandes doivent désormais tirer profit du relief de l’île pour espérer se mettre à l’abri sur le continent. |

### Saison 7
| # | Titre                         | Sujets |
| - | ----------------------------- | ------ |
| 1 | La bataille du Pacifique      |        |
| 2 | Les hommes de mains d'Hitler  |        |
| 3 | Guerre en mer                 |        |
| 4 | Les forces aériennes d'Hitler |        |
| 5 | Les chars d'assaut d'Hitler   |        |
| 6 | Les forteresses d'Hitler      |        |